# Engeland op het Europees kampioenschap voetbal 1988
Engeland was een van de deelnemende landen op het Europees kampioenschap voetbal 1988 in West-Duitsland. Het was de derde deelname voor het land. Engeland, dat geleid werd door bondscoach Bobby Robson, werd in de eerste ronde uitgeschakeld.

## Kwalificatie
Engeland begon de kwalificatiecampagne met twee thuiszeges zonder tegendoelpunt. Het team van bondscoach Bobby Robson won met 3-0 van Noord-Ierland dankzij twee doelpunten van Gary Lineker en een treffer van Chris Waddle. Een maand later werd ook Joegoslavië, de grootste concurrent voor groepswinst, verslagen. Het werd 2-0 via Gary Mabbutt en Viv Anderson. In april 1987, na een half jaar zonder kwalificatiewedstrijd, nam Engeland het opnieuw op tegen Noord-Ierland. Ditmaal won het elftal van Robson met 0-2 na doelpunten van Steve Hodge en opnieuw Waddle.
Nadien volgde een dubbele confrontatie met Turkije. In het Izmir Alsancakstadion kwam Engeland niet verder dan een scoreloos gelijkspel. Het tweede duel tegen de Turken werd nochtans overtuigend gewonnen. Onder leiding van de Nederlandse scheidsrechter Bep Thomas werd het 8-0. Gary Lineker was in dat duel goed voor een hattrick.
Op de laatste speeldag trok Engeland, dat met een punt voorsprong groepsleider was, naar Joegoslavië. In het Rode Sterstadion in Belgrado had Engeland voldoende aan een gelijkspel om zich te kwalificeren. Het werd uiteindelijk 1-4 na goals van Peter Beardsley, John Barnes, Bryan Robson en Tony Adams.

### Kwalificatieduels
| 15 oktober 1986  | Engeland      | 3 – 0 | Noord-Ierland |
| 12 november 1986 | Engeland      | 2 – 0 | Joegoslavië   |
| 1 april 1987     | Noord-Ierland | 0 – 2 | Engeland      |
| 29 april 1987    | Turkije       | 0 – 0 | Engeland      |
| 14 oktober 1987  | Engeland      | 8 – 0 | Turkije       |
| 11 november 1987 | Joegoslavië   | 1 – 4 | Engeland      |

### Klassement groep 1
|   | Land          | Wed | W | G | V | DV | DT | DS  | Pnt |
| - | ------------- | --- | - | - | - | -- | -- | --- | --- |
| 1 | Engeland      | 6   | 5 | 1 | 0 | 19 | 1  | +18 | 11  |
| 2 | Joegoslavië   | 6   | 4 | 0 | 2 | 13 | 9  | +4  | 8   |
| 3 | Noord-Ierland | 6   | 1 | 1 | 4 | 2  | 10 | -8  | 3   |
| 4 | Turkije       | 6   | 0 | 2 | 4 | 2  | 16 | -14 | 2   |

## Het Europees kampioenschap
Engeland werd ondergebracht in groep B, samen met Nederland, Sovjet-Unie en Ierland. De ervaren verdediger Terry Butcher miste het EK door een beenbreuk.
Het team van Bobby Robson begon op 12 juni 1988 aan het EK. De Engelsen verloren in hun eerste duel met het kleinste verschil van Ierland, dat gecoacht werd door de Engelsman Jack Charlton en dat al na zes minuten op voorsprong kwam via Liverpool-middenvelder Ray Houghton. Engeland, dat in de tweede helft nochtans verscheidene kansen creëerde, slaagde er niet in om de vroege tegentreffer uit te wissen. Drie dagen later verloor Engeland ook van Nederland. Het werd 3-1 voor Oranje na een hattrick van Marco van Basten. Bryan Robson zorgde voor het enige Engelse doelpunt. Door de tweede nederlaag op rij was Engeland uitgeschakeld. Op de laatste speeldag won ook de Sovjet-Unie met 3-1 van het team van Robson. Ditmaal scoorde Tony Adams het enige doelpunt voor Engeland.

### Technische staf
| Naam            | Functie           |
| --------------- | ----------------- |
| Technische staf |                   |
| Bobby Robson    | Bondscoach        |
| Don Howe        | Assistent-trainer |
| Medische staf   |                   |
| Vernon Edwards  | Dokter            |
| Norman Medhurst | Fysiotherapeut    |
| Fred Street     | Fysiotherapeut    |

### Selectie en statistieken
| Nr. | Naam            | Geboortedatum | GW |   |   |   |   |   |   | Club              | Positie(s) |
| --- | --------------- | ------------- | -- | - | - | - | - | - | - | ----------------- | ---------- |
| 1   | Peter Shilton   | 18-09-1949    | 3  | 0 | 0 | 0 | 0 | 0 | 0 | Derby County      | GK         |
| 2   | Gary Stevens    | 27-03-1963    | 3  | 0 | 0 | 0 | 0 | 0 | 0 | Everton           | RB         |
| 3   | Kenny Sansom    | 26-09-1958    | 3  | 0 | 0 | 0 | 0 | 0 | 0 | Arsenal           | LB         |
| 4   | Neil Webb       | 30-07-1963    | 2  | 0 | 0 | 0 | 0 | 1 | 1 | Nottingham Forest | CM         |
| 5   | Dave Watson     | 20-11-1961    | 1  | 0 | 0 | 0 | 0 | 0 | 0 | Everton           | CB, RB     |
| 6   | Tony Adams      | 10-10-1966    | 3  | 1 | 0 | 0 | 0 | 0 | 0 | Arsenal           | CB         |
| 7   | Bryan Robson    | 11-01-1957    | 3  | 1 | 0 | 0 | 0 | 0 | 0 | Manchester United | CM         |
| 8   | Trevor Steven   | 21-09-1963    | 2  | 0 | 0 | 0 | 0 | 0 | 1 | Everton           | RM, RW     |
| 9   | Peter Beardsley | 18-01-1961    | 2  | 0 | 0 | 0 | 0 | 0 | 2 | Liverpool         | AM, CF     |
| 10  | Gary Lineker    | 30-11-1960    | 3  | 0 | 0 | 0 | 0 | 0 | 1 | FC Barcelona      | CF         |
| 11  | John Barnes     | 07-11-1963    | 3  | 0 | 0 | 0 | 0 | 0 | 0 | Liverpool         | LM, LW     |
| 12  | Chris Waddle    | 14-12-1960    | 2  | 0 | 0 | 0 | 0 | 1 | 0 | Tottenham Hotspur | RM, RW     |
| 13  | Chris Woods     | 14-11-1959    | 0  | 0 | 0 | 0 | 0 | 0 | 0 | Glasgow Rangers   | GK         |
| 14  | Viv Anderson    | 29-07-1957    | 0  | 0 | 0 | 0 | 0 | 0 | 0 | Manchester United | RB         |
| 15  | Steve McMahon   | 20-08-1961    | 1  | 0 | 0 | 0 | 0 | 0 | 1 | Liverpool         | CM, DM     |
| 16  | Peter Reid      | 20-06-1956    | 0  | 0 | 0 | 0 | 0 | 0 | 0 | Everton           | CM, DM     |
| 17  | Glenn Hoddle    | 27-10-1957    | 3  | 0 | 0 | 0 | 0 | 1 | 0 | AS Monaco         | AM, CM     |
| 18  | Mark Hateley    | 07-11-1961    | 3  | 0 | 0 | 0 | 0 | 3 | 0 | AS Monaco         | CF         |
| 19  | Mark Wright     | 01-08-1963    | 2  | 0 | 0 | 0 | 0 | 0 | 0 | Derby County      | CB         |
| 20  | Tony Dorigo     | 31-12-1965    | 0  | 0 | 0 | 0 | 0 | 0 | 0 | Chelsea           | RB         |

### Wedstrijden

#### Klassement groep B
| Land        | GW | Win | Gel | Ver | DV | DT | +/- | Pnt |
| ----------- | -- | --- | --- | --- | -- | -- | --- | --- |
| Sovjet-Unie | 3  | 2   | 1   | 0   | 5  | 2  | +3  | 5   |
| Nederland   | 3  | 2   | 0   | 1   | 4  | 2  | +2  | 4   |
| Ierland     | 3  | 1   | 1   | 1   | 2  | 2  | 0   | 3   |
| Engeland    | 3  | 0   | 0   | 3   | 2  | 7  | -5  | 0   |

#### Groepsfase
|                            |          |         |             |                                                                                                   |
| 12 juni 1988 15:30 (UTC+1) | Engeland | 0 – 1   | Ierland     | Neckarstadion, Stuttgart Toeschouwers: 51.373 Scheidsrechter: Siegfried Kirschen (Oost-Duitsland) |
| 12 juni 1988 15:30 (UTC+1) |          | Verslag | 6' Houghton | Neckarstadion, Stuttgart Toeschouwers: 51.373 Scheidsrechter: Siegfried Kirschen (Oost-Duitsland) |

| Engeland | Ierland |

| Engeland:      |    |                 |     |
|                |    |                 |     |
| GK             | 1  | Peter Shilton   |     |
| RB             | 2  | Gary Stevens    |     |
| CB             | 19 | Mark Wright     |     |
| CB             | 6  | Tony Adams      |     |
| LB             | 3  | Kenny Sansom    |     |
| RM             | 12 | Chris Waddle    |     |
| CM             | 4  | Neil Webb       | 60' |
| CM             | 7  | Bryan Robson    |     |
| LM             | 11 | John Barnes     |     |
| CF             | 9  | Peter Beardsley | 82' |
| CF             | 10 | Gary Lineker    |     |
| Wisselspelers: |    |                 |     |
| MF             | 17 | Glenn Hoddle    | 60' |
| FW             | 18 | Mark Hateley    | 82' |
| Coach:         |    |                 |     |
| Bobby Robson   |    |                 |     |

| Ierland:       |    |                 |     |
|                |    |                 |     |
| GK             | 1  | Patrick Bonner  |     |
| RB             | 2  | Chris Morris    |     |
| CB             | 4  | Mick McCarthy   |     |
| CB             | 5  | Kevin Moran     |     |
| LB             | 3  | Chris Hughton   |     |
| RM             | 8  | Ray Houghton    |     |
| CM             | 7  | Paul McGrath    |     |
| CM             | 6  | Ronnie Whelan   |     |
| LM             | 11 | Tony Galvin     | 76' |
| CF             | 9  | John Aldridge   |     |
| CF             | 10 | Frank Stapleton | 63' |
| Wisselspelers: |    |                 |     |
| FW             | 20 | Niall Quinn     | 63' |
| MF             | 15 | Kevin Sheedy    | 76' |
| Coach:         |    |                 |     |
| Jack Charlton  |    |                 |     |

|                            |            |         |                     |                                                                                      |
| 15 juni 1988 17:15 (UTC+1) | Engeland   | 1 – 3   | Nederland           | Rheinstadion, Düsseldorf Toeschouwers: 63.940 Scheidsrechter: Paolo Casarin (Italië) |
| 15 juni 1988 17:15 (UTC+1) | Robson 53' | Verslag | 44', 71' Van Basten | Rheinstadion, Düsseldorf Toeschouwers: 63.940 Scheidsrechter: Paolo Casarin (Italië) |

| Engeland | Nederland |

| Engeland:      |    |                 |     |
|                |    |                 |     |
| GK             | 1  | Peter Shilton   |     |
| RB             | 2  | Gary Stevens    |     |
| CB             | 19 | Mark Wright     |     |
| CB             | 6  | Tony Adams      |     |
| LB             | 3  | Kenny Sansom    |     |
| RM             | 8  | Trevor Steven   | 69' |
| CM             | 17 | Glenn Hoddle    |     |
| CM             | 7  | Bryan Robson    |     |
| LM             | 11 | John Barnes     |     |
| CF             | 9  | Peter Beardsley | 73' |
| CF             | 10 | Gary Lineker    |     |
| Wisselspelers: |    |                 |     |
| MF             | 12 | Chris Waddle    | 69' |
| FW             | 18 | Mark Hateley    | 73' |
| Coach:         |    |                 |     |
| Bobby Robson   |    |                 |     |

| Nederland:     |    |                    |     |
|                |    |                    |     |
| GK             | 1  | Hans van Breukelen |     |
| RB             | 6  | Berry van Aerle    |     |
| CB             | 17 | Frank Rijkaard     |     |
| CB             | 4  | Ronald Koeman      |     |
| LB             | 2  | Adri van Tiggelen  |     |
| RM             | 7  | Gerald Vanenburg   | 58' |
| CM             | 20 | Jan Wouters        |     |
| CM             | 8  | Arnold Mühren      |     |
| LM             | 13 | Erwin Koeman       |     |
| CF             | 10 | Ruud Gullit        |     |
| CF             | 12 | Marco van Basten   | 86' |
| Wisselspelers: |    |                    |     |
| FW             | 6  | Wim Kieft          | 58' |
| DF             | 13 | Wilbert Suvrijn    | 86' |
| Coach:         |    |                    |     |
| Rinus Michels  |    |                    |     |

|                            |           |                    |                                              |                                                                                             |
| 18 juni 1988 15:30 (UTC+1) | Engeland  | 1 – 3              | Sovjet-Unie                                  | Waldstadion, Frankfurt Toeschouwers: 48.335 Scheidsrechter: José Rosa dos Santos (Portugal) |
| 18 juni 1988 15:30 (UTC+1) | Adams 16' | Verslag[dode link] | 3' Alejnikov 28' Mychajlytsjenko 73' Pasulko | Waldstadion, Frankfurt Toeschouwers: 48.335 Scheidsrechter: José Rosa dos Santos (Portugal) |

| Engeland | Sovjet-Unie |

| Engeland:      |    |               |     |
|                |    |               |     |
| GK             | 1  | Peter Shilton |     |
| RB             | 2  | Gary Stevens  |     |
| CB             | 5  | Dave Watson   |     |
| CB             | 6  | Tony Adams    |     |
| LB             | 3  | Kenny Sansom  |     |
| RW             | 8  | Trevor Steven |     |
| CM             | 15 | Steve McMahon | 54' |
| AM             | 17 | Glenn Hoddle  |     |
| CM             | 7  | Bryan Robson  |     |
| LW             | 11 | John Barnes   |     |
| CF             | 10 | Gary Lineker  | 69' |
| Wisselspelers: |    |               |     |
| MF             | 4  | Neil Webb     | 54' |
| FW             | 18 | Mark Hateley  | 69' |
| Coach:         |    |               |     |
| Bobby Robson   |    |               |     |

| Sovjet-Unie:      |    |                         |     |
|                   |    |                         |     |
| GK                | 1  | Rinat Dasajev           |     |
| RB                | 2  | Vladimir Bessonov       |     |
| CB                | 4  | Oleh Koeznetsov         |     |
| CB                | 3  | Vagiz Chidijatoellin    |     |
| LB                | 6  | Vasili Rats             |     |
| RM                | 8  | Gennadi Litovtsjenko    |     |
| CM                | 7  | Sergej Alejnikov        |     |
| CM                | 15 | Oleksij Mychajlytsjenko |     |
| LM                | 9  | Aleksandr Zavarov       | 85' |
| CF                | 10 | Oleg Protasov           | 42' |
| CF                | 11 | Igor Belanov            | 44' |
| Wisselspelers:    |    |                         |     |
| MF                | 20 | Viktor Pasulko          | 44' |
| MF                | 18 | Sergei Gotsmanov        | 85' |
| Coach:            |    |                         |     |
| Valeri Lobanovsky |    |                         |     |

FA · A-internationals · Selecties · Bondscoaches · Engels vrouwenelftal · Brits olympisch elftal · Engeland -21 · Engeland -20 · Engeland -19 · Engeland -18 · Engeland -17 · Engeland -16 · Vrouwen -17
1872 – 1899 ·
1900 – 1919 ·
1920 – 1929 ·
1930 – 1939 ·
1940 – 1949 ·
1950 – 1959 ·
1960 – 1969 ·
1970 – 1979 ·
1980 – 1989 ·
1990 – 1999 ·
2000 – 2009 ·
2010 – 2019 ·
2020 − 2029
EK's: 1968 ·
1980 ·
1988 ·
1992 ·
1996 ·
2000 ·
2004 ·
2012 · 
2016 · 
2020 · 
2024
WK's: 1950 ·
1954 ·
1958 ·
1962 ·
1966 ·
1970 ·
1982 ·
1986 ·
1990 ·
1998 ·
2002 ·
2006 ·
2010 ·
2014 ·
2018 · 
2022
Albanië ·
Algerije ·
Andorra ·
Argentinië ·
Australië ·
Azerbeidzjan ·
België ·
Bosnië en Herzegovina ·
Brazilië ·
Bulgarije ·
Canada ·
Chili ·
China ·
Colombia ·
Costa Rica ·
Cyprus ·
Denemarken ·
DDR · 
Duitsland ·
Ecuador ·
Egypte ·
Estland ·
Finland ·
Frankrijk ·
Georgië ·
Ghana ·
GOS ·
Griekenland ·
Honduras ·
Hongarije ·
Ierland ·
IJsland · 
Iran ·
Israël ·
Italië ·
Ivoorkust ·
Jamaica ·
Japan ·
Joegoslavië ·
Kameroen ·
Kazachstan ·
Koeweit ·
Kosovo ·
Kroatië ·
Liechtenstein ·
Litouwen ·
Luxemburg ·
Maleisië ·
Malta ·
Marokko ·
Mexico ·
Moldavië ·
Montenegro ·
Nederland ·
Nieuw-Zeeland ·
Nigeria ·
Noord-Ierland ·
Noord-Macedonië ·
Noorwegen ·
Oekraïne ·
Oostenrijk ·
Panama · 
Paraguay ·
Peru · 
Polen ·
Portugal ·
Roemenië ·
Rusland ·
San Marino · 
Saoedi-Arabië ·
Schotland ·
Senegal ·
Servië ·
Servië en Montenegro · 
Slovenië ·
Slowakije ·
Sovjet-Unie ·
Spanje ·
Trinidad en Tobago ·
Tsjechië ·
Tsjecho-Slowakije ·
Tunesië ·
Turkije ·
Uruguay ·
Verenigde Staten ·
Wales ·
Wit-Rusland ·
Zuid-Afrika ·
Zuid-Korea ·
Zweden ·
Zwitserland
Algerije (2010) · 
Argentinië (1986) · 
Argentinië (1998) · 
Argentinië (2002) · 
België (1990) · 
België (2018, 1) · 
België (2018, 2) · 
Brazilië (2002) · 
Colombia (1998) ·
Colombia (2018) ·
Costa Rica (2014) ·
Denemarken (2002) ·
Denemarken (2021) · 
Duitsland (2000) ·
Duitsland (2010) ·
Duitsland (2021) ·
Ecuador (2006) ·
Egypte (1990) ·
Frankrijk (1982) ·
Frankrijk (2012) ·
Frankrijk (2022) ·
Ierland (1990) · 
IJsland (2016) ·
Italië (1990) · 
Italië (2012) · 
Italië (2014) · 
Italië (2021) · 
Kameroen (1990) · 
Koeweit (1982) · 
Kroatië (2018) ·
Kroatië (2021) · 
Marokko (1986) · 
Nederland (1990) · 
Nigeria (2002) · 
Oekraïne (2012) · 
Oekraïne (2021) ·
Panama (2018) · 
Paraguay (1986) · 
Paraguay (2006) · 
Polen (1986) · 
Portugal (1986) · 
Portugal (2000) · 
Portugal (2006) · 
Roemenië (1998) ·
Roemenië (2000) ·
Rusland (2016) ·
Schotland (2021) ·
Senegal (2022) ·
Slovenië (2010) ·
Slowakije (2016) ·
Spanje (1982) ·
Spanje (2024) ·
Trinidad en Tobago (2006) ·
Tsjechië (2021) ·
Tsjecho-Slowakije (1982) ·
Tunesië (1998) ·
Tunesië (2018) ·
Uruguay (2014) ·
Verenigde Staten (2010) ·
Wales (2016) · 
West-Duitsland (1966) ·
West-Duitsland (1982) ·
West-Duitsland (1990) ·
Zweden (2002) ·
Zweden (2006) · 
Zweden (2012)